# Unione Territoriale Intercomunale del Noncello
L'Unione Territoriale Intercomunale del Noncello è stato un ente amministrativo e territoriale istituito nel 2016, contestualmente alla cessazione delle province della regione Friuli-Venezia Giulia. È stata soppressa nel 2020 ai sensi della legge regionale 21/2019. Prende il nome dalla zona geografica che si sviluppa attorno al fiume Noncello e al capoluogo Pordenone.
| Stemma | Comune            | Popolazione | Superficie | Altitudine |
| ------ | ----------------- | ----------- | ---------- | ---------- |
|        | Cordenons*        | 18 300      | 56,34      | 44         |
|        | Fontanafredda     | 12 612      | 46,4       | 52         |
|        | Porcia            | 15 171      | 29,53      | 29         |
|        | Pordenone         | 51 714      | 38,21      | 24         |
|        | Roveredo in Piano | 5 977       | 15,86      | 99         |
|        | Zoppola           | 8 489       | 45,54      | 36         |

(*) I comuni contrassegnati non hanno mai sottoscritto lo statuto della relativa unione territoriale di appartenenza.